# Джефферсон (округ, Джорджія)
Шаблон:StateAbbr_ 33°03′ пн. ш. 82°25′ зх. д. / 33.05° пн. ш. 82.42° зх. д.
Округ Джефферсон (англ. Jefferson County) — округ (графство) у штаті Джорджія, США. Ідентифікатор округу 13163.

## Історія
Округ утворений 1796 року.

## Демографія
За даними перепису
2000 року
загальне населення округу становило 17266 осіб, зокрема міського населення було 3233, а сільського — 14033.
Серед мешканців округу чоловіків було 8127, а жінок — 9139. В окрузі було 6339 домогосподарств, 4548 родин, які мешкали в 7221 будинках.
Середній розмір родини становив 3,17.
Віковий розподіл населення поданий у таблиці:
| Стать    | До 15 років | 15-21 | 22-29 | 30-39 | 40-49 | 50-65 | 65-85 | Понад 85 |
| -------- | ----------- | ----- | ----- | ----- | ----- | ----- | ----- | -------- |
| Чоловіки | 2041        | 938   | 823   | 1151  | 1103  | 1199  | 806   | 66       |
| Жінки    | 2004        | 883   | 862   | 1232  | 1309  | 1364  | 1248  | 237      |

## Суміжні округи
- Макдаффі - північ
- Річмонд - північний схід
- Берк - схід
- Емануель - південь
- Вашингтон - захід
- Джонсон - південний захід
- Ґлескок - північний захід
- Воррен - північний захід

## Виноски
1. ↑  U.S. Decennial Census. United States Census Bureau. Архів оригіналу за 26 квітня 2015. Процитовано 23 червня 2014.
2. ↑  Historical Census Browser. University of Virginia Library. Архів оригіналу за 11 серпня 2012. Процитовано 23 червня 2014.
3. ↑  Population of Counties by Decennial Census: 1900 to 1990. United States Census Bureau. Архів оригіналу за 2 лютого 2019. Процитовано 23 червня 2014.
4. ↑  Census 2000 PHC-T-4. Ranking Tables for Counties: 1990 and 2000 (PDF). United States Census Bureau. Архів оригіналу (PDF) за 18 грудня 2014. Процитовано 23 червня 2014.
5. ↑  State & County QuickFacts. United States Census Bureau. Архів оригіналу за 7 червня 2011. Процитовано 23 червня 2014.(англ.) Наведено за англійською вікіпедією.
6. ↑  American FactFinder. Бюро перепису населення США. Архів оригіналу за 21 травня 2008. Процитовано 31 січня 2008.

| США | Це незавершена стаття з географії США. Ви можете допомогти проєкту, виправивши або дописавши її. |